# Les Lois de Minos ou Astérie

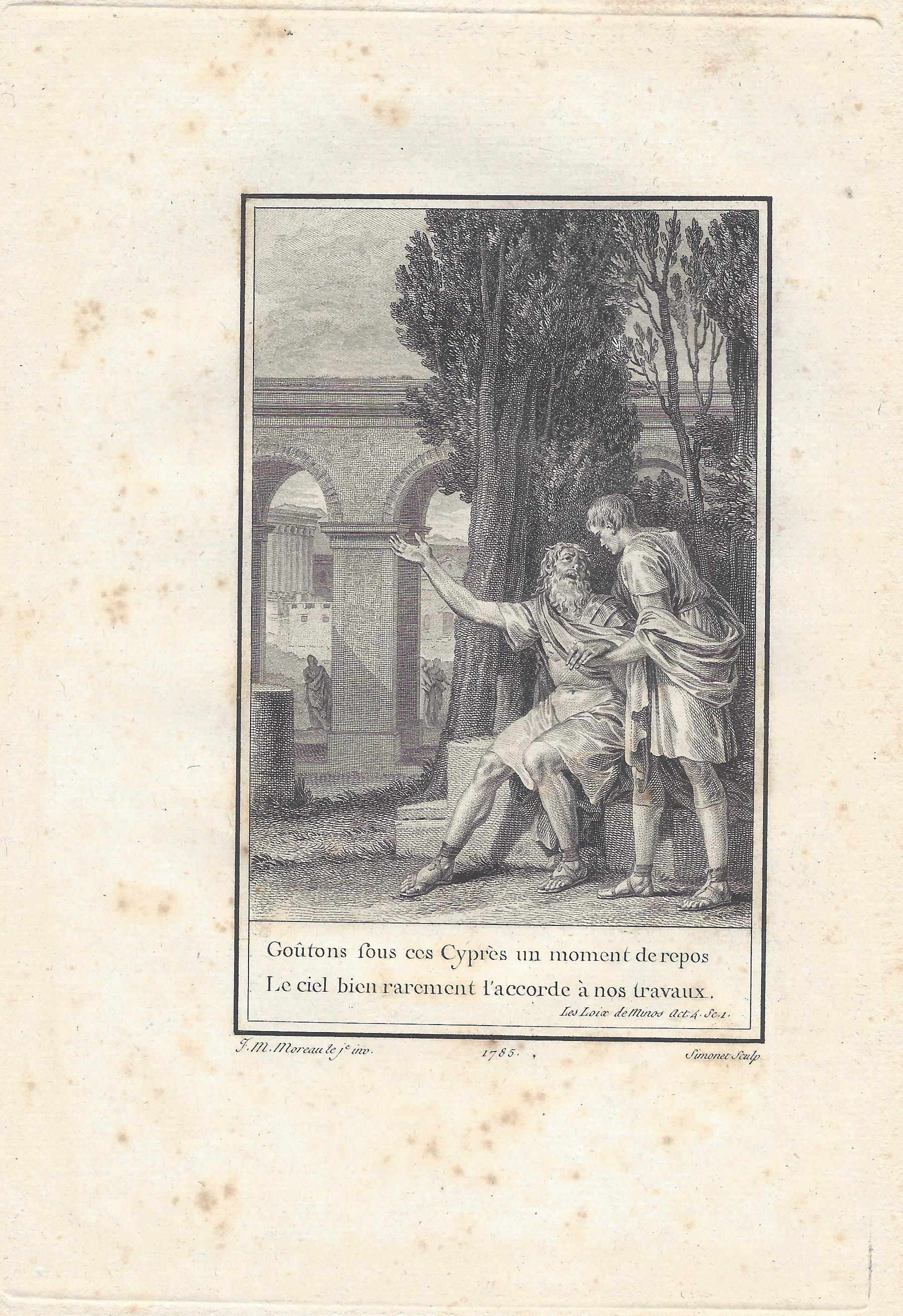
Jean-Michel Moreau: Illustration zu Les Loix de Minos, 1785

Les Lois de Minos, ou Astérie ist eine in Paris unaufgeführte Verstragödie in fünf Aufzügen von Voltaire. Das Stück wurde 1773 in Buchform veröffentlicht.

## Handlung
Akt 1
Die Handlung spielt in der Stadt Gorline auf Kreta. Die Insel ist in einem langen Krieg. König Teucer hat durch einfallende Barbaren Frau und Kinder verloren. Zudem sieht er seine monarchischen Befugnisse ausgehöhlt durch die Macht des Priestertums: Gemäß den Dekreten des Minos muss alle 7 Jahre eine junge Gefangene den Manen der Heroen geopfert werden. Der Hohepriester Pharès erklärt, Jupiter verlange als Sühne eine junge Gefangene, die Barbarin Astérie, zu opfern. Für Teucer ist das Opfer ein Verbrechen, er findet die Forderung sinnlos: „Kann der vom Blut einer Fremden triefende Altar Kreta nützen und einen Vater trösten?“ Astérie erklärt dem Priester freiheraus, der Jupiter Kretas sei nur ein leeres Phantom, das Pharès als Vorwand für seine Grausamkeit benutze. Der König will, dass das Dekret abgeschafft wird. Gesandte aus Cydon bieten Lösegeld für die Gefangenen an – der Hohepriester besteht darauf, der Himmel verlange Blut.
Akt 2
Der Gesandte Datame schlägt Frieden vor. Doch Gesetze stehen entgegen und Pharès dominiert im Senat. Teucer beschließt – gegen die starren Gesetze – Gerechtigkeit walten zu lassen: Er bereitet die Gefangene auf ihre Abreise vor. Von ihr erfährt er, dass Datame sie liebe. Teucer legt seine künftige Marschroute fest: Es ist Zeit, dass er regiert, nicht dass er lebt.
Akt 3
Die Cydonier haben keine Tempel, sie dienen dem Himmel, beleidigen ihn nicht durch Morde. So ist Datame entsetzt, als er erfährt, dass seine Geliebte in einem „Tempel“ hingerichtet werden soll. Datame fordert seine Freunde auf, mit ihm zu kommen, wird aber samt seinen Begleitern ergriffen. Das Volk will Bestrafung, der Senat versammelt sich. Teucer sieht sich ohnmächtig. Astéries vermeintlicher Vater, der greise Azémon, bringt das Lösegeld für seine Tochter.
Akt 4
Im Tempel sind die Vorbereitungen für das Opfer getroffen worden. Astéries Tod ist nahe. Teucer erkennt, dass auch Azémons Lösegeld nicht mehr helfen kann. Da eröffnet ihm der Greis, dass sie nicht seine Tochter sei, sondern Teucers. Er händigt ihm als Beweis ein Schriftstück aus. – Im Tempel verkündet Pharès die Hinrichtung, da tritt der König dazwischen, stößt den Altar um und erklärt, dass Astérie seine Tochter sei.
Akt 5
Teucer befreit Datame und seine Freunde und bewaffnet sie. Gemeinsam mit den Barbaren zieht der König gegen die Priester und ihre Verbündeten. Datame tötet Pharès mit den Worten: „Barbare, je t’immole à ma chère Astérie!“ Der König gibt Datame die Hand seiner Tochter. Der Tempel der Priester geht in Flammen auf. Eine neue Zeit bricht an. Diese stellt der König unter den Leitsatz:
           „Prêtres, et grands, et peuple, adoucissez vos moeurs;
           Servez Dieu désormais dans un plus digne temple“

## Politische Vorlage und biografische Bezüge
Voltaire arbeitete ab dem 18. Dezember 1771 bis zum März 1772 am Text. Hinter der antiken Kulisse mit dem edlen König Teucer und den anarchischen gewalttätigen Archonten steckt der zeitgenössische Aufstand gegen Stanislaus II. August Poniatowski. Die Archonten stehen für die Konföderation von Bar. Pharès, der infame Großpriester, ist eine Karikatur des Bischofs von Krakau Kajetan Sołtyk. Astérie steht für die verfolgten polnischen Dissidenten.

## Aufführungen und zeitgenössische Rezeption
Die Tragödie wurde an der Comédie-Française im Sommer 1772 geprobt, aber nicht aufgeführt. Voltaire zog das Stück im Frühjahr 1773 zurück. Nach einem Brief Voltaires an Richelieu fand eine Aufführung in Lyon statt.

## Drucklegung
Voltaire beabsichtigte sowohl eine Aufführung als auch eine Drucklegung. Im Juni 1772 fanden erste Proben an der Comédie-Française statt, die jedoch im Herbst ausgesetzt wurden. Noch 1772 bei der Zensur eingereicht, blieb das Privileg aus. Im Februar 1773 erschien ein Raubdruck bei Valadé in Paris. Voltaire lehnte die unrechtmäßige Ausgabe ab. Infolge der vorzeitigen Veröffentlichung und einer zurückhaltenden Aufnahme unterblieb eine Aufführung. Die Recherchen Voltaires ergaben, dass der Generalsekretär der Buchhändler und Zensor François-Louis-Claude Marin infamerweiser nicht nur das Werk zurückgehalten hatte, sondern es auch auf dem schwarzen Buchmarkt an Valadé verkauft hatte. Voltaire gab sich tief betroffen: 

„Mein lieber Engel, meinen Schriftsteller gibt es nicht mehr. Ich habe weder Papier noch Federn. Ich bin blind und stumm, ich schreibe wie ich kann. Schnee bedeckt Ferney. Er ist in meinem Leib. Ich bin tot.“

 Voltaire war mit Marin befreundet und hatte ihn 1770 anlässlich von dessen Aufnahme in die Academie von Marseille unterstützt. Daher stellt sich die Frage der Rolle Voltaires bei der Veröffentlichung des politisch brisanten Stückes.

## Beigaben
Der Originalausgabe der Tragödie fügte Voltaire eine Widmung an den Duc de Richelieu voran. Im Anhang folgen nach einem Halbtitel 28 kürzere, zumeist schon veröffentlichte Texte von Voltaire und anderen freigeistigen Autoren.

## Erste Ausgaben
- Les Loix (sic!) de Minos, ou Astérie, Genf und Paris, Valadé, 1773, 8°, 65 S., illegitimer Raubdruck, der Originalausgabe vorausgehend
- Les Loix (sic!) de Minos, ou Astérie, Genf und Paris, Valadé, 1773, 8°, 64 S., zweiter illegitimer Raubdruck, der Originalausgabe vorausgehend
- Les Loix (sic!) de Minos, ou Astérie. tragédie en cinq actes et en vers, par M. de Voltaire. Nouvelle édition, Paris, Didot, 1773, 8°, 64 S., weiterer illegitimer Raubdruck, der Originalausgabe vorausgehend
- Les Loix (sic!) de Minos, tragédie, avec les Notes de M. de Morza et plusieurs pièces curieuses détachées, ohne Impressum (Genf, Cramer), 1773, 8°, XVI, 395 (2) S. , Originalausgabe